# 2014年安大略省大選
2014年安大略省大選已于2014年6月12日举行，以選出第41屆安大略省議會議員。
省選結果顯示，安大略自由黨赢得了省議會的多数席位，使其党魁韦恩继续担任安大略省省長，只是从少数派政府转变为多数派政府。这是自由党自2003年以来连续第四次获胜，比2011年省大选的表现有所改善。 胡达克领导下的进步保守党繼續作为官方反对党，胡达克在败选后宣布辞去安大略进步保守党党魁职务。 賀華絲领导下的安大略新民主黨仍位居第三，尽管其民众选票比例有所提高。
通过这次省大選，韦恩成为該省首位女性省長及全加拿大首位公開女同性戀身份的省長。